# Francisco Diego de Sayas y Ortubia
Francisco Diego [de] Sayas y Ortubia (La Almunia de Doña Godina, Aragón; c. 1598-Zaragoza, Aragón; 1680) fue un historiador español, cronista mayor de Aragón entre 1653 y 1669.

## Biografía
Nacido en una familia de linaje ilustre, estudió Teología e Historia en la Universidad de Zaragoza. Tuvo gran interés en la literatura, por lo que mantuvo una importante biblioteca y llegó a escribir algunos poemas. Mantuvo amistad con personajes ilustres de la época, como el marqués de San Felices, Dormer, Lastanosa y Lope de Vega.
En 1646 asistió a las Cortes de Aragón como parte del estamento de caballeros.
Poco después, tras la muerte de Andrés de Uztarroz, se presentó y ganó las oposiciones para Cronista de Aragón con un Memorial. Juró el cargo en 1653 y lo mantuvo con interrupciones por enfermedad hasta 1669. Durante las interrupciones más importantes hubo que nombrar a dos cronistas interinos, Miguel Ramón Zapater y José Pujol y Felices en 1661 y José Fernández en 1664, que le ayudaron a completar los Anales. Sus enfermedades fueron en aumento hasta que en 1669 tuvo que pedir la exoneración de sus obligaciones, que fue aceptada por las Cortes. Poco después se nombró a Juan José Porter y Casanate como su sucesor. Sayas compaginó el cargo de Cronista mayor de Aragón con el de cronista del rey Felipe IV en la Corona de Aragón.
Sayas se había casado y tuvo cinco hijos. Cuando sus hijos llegaron a adultos, Sayas decidió hacerse sacerdote ya con una edad avanzada.

## Obra
No se ha conservado mucho de su obra.

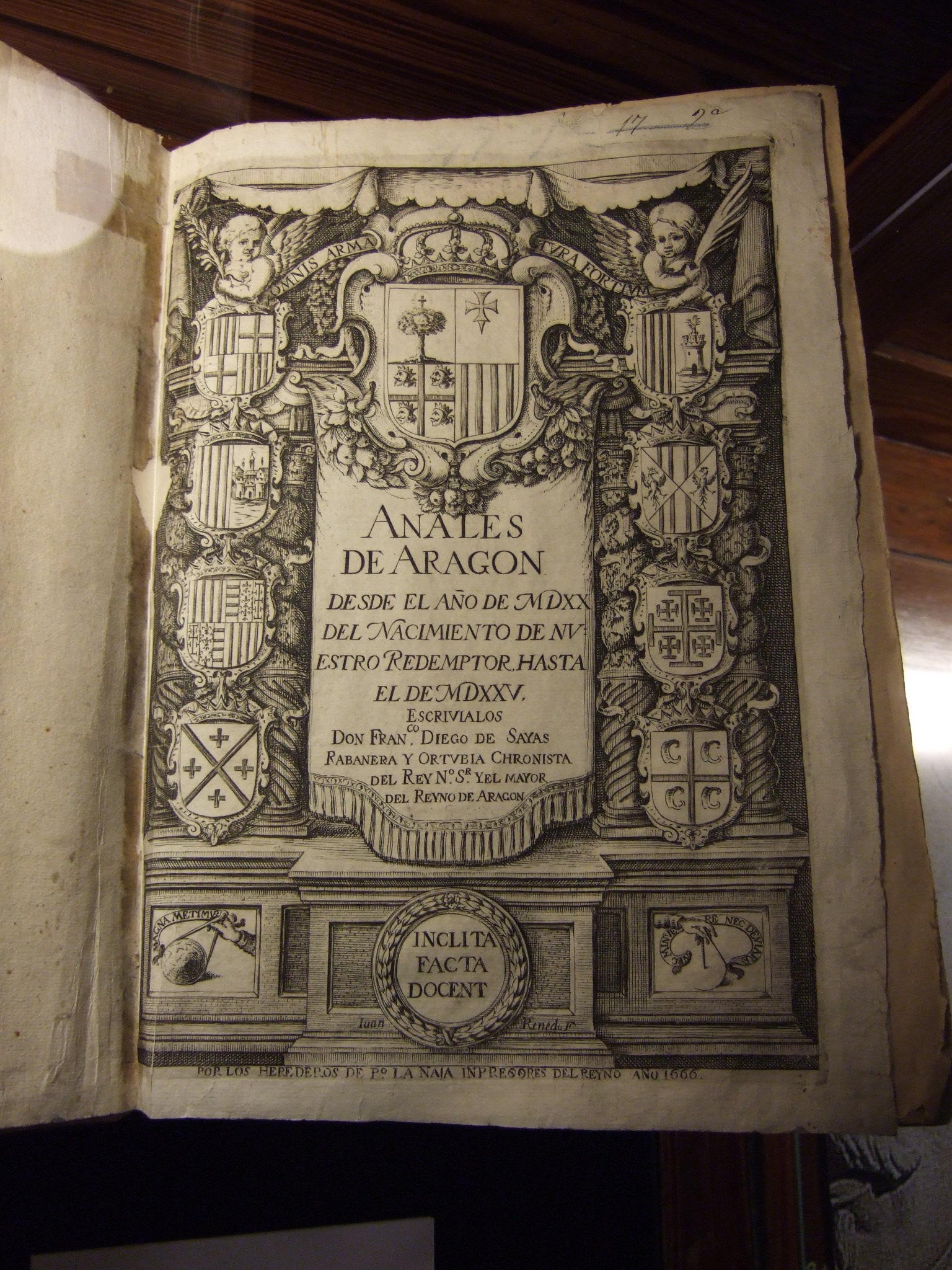
Anales de Aragon desde el año de MDXX del nacimiento de nuestro Redemptor hasta el de MDXXV

- Tratado genealógico de la antigua e ilustre familia de Ram de Alcañiz, desde Pedro Ram, primer justicia de ella (Zaragoza, 1660);[1]
- Antigüedad y nobleza de la familia de Marcilla del solar de Teruel (Zaragoza, 1660);[1]
- Memorial al reino de Aragón; Anales de Aragón desde el año 1520 hasta 1525 (Zaragoza, 1666);[3][4][5]
- Comentarios históricos «a la vida y sucesos del reinado del Sr. D. Felipe IV (inédito).[2]

Se publicaron algunas de sus poesías en diversos certámenes literarios y colecciones.